# Stig Rybrant
Stig Rybrant (Norrköping, 8 augustus 1916 - Geiranger, 9 augustus 1985) was een Zweeds componist, dirigent en pianist.
Rybrant, wiens eigenlijke achternaam Jonsson was, was de zoon van een cantor in Norrköping. Een muzikale opleiding lag hierdoor voor de hand en al op twaalfjarige leeftijd debuteerde hij als pianist.
Van 1934 tot 1943 studeerde hij aan het conservatorium van Stockholm en aansluitend werkte hij tot 1950 als dirigent en repetitor bij de opera in de Zweedse hoofdstad.
Stig Rybrant was vanaf 1951 werkzaam als dirigent en arrangeur bij de Zweedse omroep. Hij trad daarnaast veelvuldig op als pianist en dirigent in Zweden en in het buitenland.
Als componist heeft Rybrant een klein oeuvre nagelaten in een gematigd moderne stijl, dat vooral in de jaren veertig ontstond. Het omvat kamermuziek, pianowerken en diverse orkestwerken, waaronder twee symfonieën (no. 1 in e kl.t., 1940 en no. 2 in a kl.t. Sinfonia breve, 1944) en het ballet Kolingen (1944)
In 1947 schreef hij zijn eerste filmmuziek voor Krigsmans erinran van regisseur Hampe Faustman. Na 1950 had hij weinig tijd meer voor het componeren, maar leverde hij nog wel regelmatig filmmuziek af.